# Arnoldo Alemán
José Arnoldo Alemán Lacayo (Managua, 23 de enero de 1946) es un político y empresario nicaragüense que se desempeñó como presidente de Nicaragua desde el 10 de enero de 1997 hasta el 10 de enero de 2002. También fue alcalde de Managua entre los años 1990 y 1995 por la Unión Nacional Opositora (UNO). 
Es hijo de funcionarios públicos liberales de la época de la dictadura dinástica de los Somoza pertenecientes al pertenecientes al Partido Liberal Nacionalista (PLN).

## Biografía
Cursó su educación primaria y secundaria en Managua, en el Instituto Pedagógico La Salle de los Hermanos de las Escuelas Cristianas. En 1967 culminó sus estudios de Derecho en la Universidad Nacional Autónoma de Nicaragua, ocupando importantes posiciones en los sistemas comerciales y bancarios del país.[cita requerida]
Tras la caída del dictador Anastasio Somoza Debayle el 19 de julio de 1979 al triunfo de la Revolución Sandinista y la consecuente ascensión al poder del Frente Sandinista de Liberación Nacional (FSLN), su padre muere en 1980. La Junta de Gobierno de Reconstrucción Nacional (JGRN) permitió que asistiera a los funerales, algo que Alemán encontró humillante [cita requerida]. 
En las Elecciones generales de Nicaragua de 1990, presididas el 25 de febrero de 1990, Alemán es elegido Concejal de Managua, derrotando al socialcristiano Agustín Jarquín —quien posteriormente denunciaría algunos casos de corrupción de su gobierno—. La victoria de Violeta Barrios de Chamorro en las elecciones presidenciales de ese mismo año hizo aún más efectiva la cooperación entre el estado y su alcaldía. A su vez, entre 1990 y 1991, y de nuevo de 1993 a 1996, se desempeñó como secretario general del Partido Liberal Constitucionalista (PLC), una de las catorce formaciones integrantes de la Unión Nacional Opositora (UNO), y que llevó a Chamorro a la presidencia.[cita requerida]

## Elecciones
El 1 de septiembre de 1995, dimitió del puesto de alcalde para preparar su candidatura a la Presidencia de la República en las elecciones de 1996 por la Alianza Liberal, una renovada coalición libero-conservadora lanzada en diciembre de 1994 y de la que era presidente. Además del PLC, formaban parte de la alianza la Alianza Liberal Nicaragüense (ALN), el Partido Liberal (PALI), la Liberal Independiente de Unidad Nacional (PLIUN) y el Partido Liberal Nacionalista (PLN), todas herederas del histórico Partido Liberal de comienzos de siglo, convertido luego como Partido Liberal Nacionalista.[cita requerida]
En las elecciones del 20 de octubre, Alemán se impuso con el 51.99 % de los votos sobre Daniel Ortega Saavedra con el 37.83 %. Numerosos observadores internacionales documentaron casos de fraude electoral; entre ellos, urnas repletas de votos antes de comenzar la votación, el reparto de víveres a cambio de votos para UNO y el PLC, alteración de  las actas de escrutinio quitándole votos al  FSLN y cientos de casos de fallecidos que habían votado.
El candidato por el Frente Sandinista de Liberación Nacional, Daniel Ortega, había tildado a Alemán de candidato "liberal-somocista". Tras su derrota, cuestionó los resultados que daban triunfo a Alemán, pero el Consejo Supremo Electoral (CSE) los ratificó.
Con una mayoría de los resultados, Alemán toma posesión de su puesto el 10 de enero de 1997 en sustitución de Violeta Barrios de Chamorro.[cita requerida]

## Presidente de la República (1997-2002)
Ganó las elecciones generales del 20 de octubre de 1996 y el 10 de enero de 1997 tomó posesión del poder en el Estadio Nacional "Denis Martínez", junto con su vicepresidente, el ingeniero Enrique Bolaños Geyer. La administración pública de Alemán estuvo marcada por diversos actos de corrupción que lo llevaron a ser uno de los hombres más ricos del país, a pesar de que su declaración inicial de probidad cuando inició su labor en la Alcaldía de Managua rondaba sólo los 2000 dólares.[cita requerida]
El Gobierno de Alemán acordó con el Fondo Monetario Internacional y otros acreedores internacionales la condonación de una parte de los intereses de la deuda nacional a cambio de aplicar un ajuste estructural. El PIB per cápita de Nicaragua llegó a ser el segundo más bajo de América tras Haití. La situación social se vio parcialmente afectada por los sucesivos desastres naturales, como las erupciones volcánicas, las sequías provocadas por el fenómeno meteorológico de El Niño y, revistiendo mayor gravedad, el huracán Mitch, que a su paso en noviembre de 1998 causó un millar de muertos y arrasó extensas zonas agrícolas. A comienzos de 2000 la inflación se duplicó al 10 %, mientras que el desempleo superó el 20 % de la población activa. [cita requerida]
A los pocos meses de su asunción, estalló el escándalo de "Los Tarjetazos", cuando se descubrió que el Banco Central emitía tarjetas de crédito pagadas por los contribuyentes a favor del presidente Alemán. También, tiempo después se descubrió la existencia de unos cheques emitidos por la DGI a favor del extinto BANIC para pagar deudas de la empresa Genisa, propiedad de Alemán, por un monto de 111 000 dólares, transacción que involucró a Petronic y casas de cambio privadas. Otro escándalo fue la emisión por parte de la DGI de “notas de crédito” a favor de distribuidoras automotrices para descontar impuestos futuros, a cambio de lujosos vehículos que terminaron en manos de allegados a Alemán, costando casi 11 millones de córdobas a los nicaragüenses. Además, el presidente Alemán emitió un cheque por 500 000 dólares para la supuesta compra de equipo del Canal 6. La EAAI e Intur contribuyeron otros 350 000 dólares adicionales. El equipo nunca fue comprado.
Además de los mega-salarios que recibían Alemán (quien recibía 285 000 dólares al año) y 400 funcionarios de alto nivel (quienes, en suma, costaban 40 millones al mes), el gobierno de Alemán se vio inmiscuido en una serie de desarrollismos polémicos, entre los que destacan La Chinampa —finca de 615 manzanas, desarrollada mediante la perforación de pozos por INAA, electrificada con recursos de ENEL, usando materiales de la empresa Mayco, y engalanada con ganado perteneciente al IDR—, la casa presidencial —que originalmente costaría 4 millones de dólares (donados por Taiwán) y que terminaría costando 14 millones de dólares sin haber ningún cambio al plano original, recurriéndose a préstamos— y el Palacete de Pochimil —lujosa residencia, propiedad de Bayron Jerez, construida en las playas de Pochomil Viejo con los fondos del MTI destinados a hacer frente a los daños producidos por el huracán Mitch en 1998—.
En abril de 1999, el descontento con la Administración de Alemán revivió con fuerza en una ola de disturbios y protestas laborales, sobre todo en el sector del transporte. El presidente ordenó al Ejército intervenir. Alemán vio desplomarse su popularidad y por añadidura se encontró con que la Contraloría de la Nación le exigía explicaciones por el aumento de su patrimonio privado en un 900 %, coincidiendo con su ejercicio presidencial. Ante el cariz que tomaba la protesta, Alemán optó por congelar la liberalización del transporte público y mantener los subsidios a los combustibles.
El tramo final de su mandato coincidió con una fractura de la alianza que lo llevó al gobierno, sus antiguos aliados comenzaron a criticarlo, entre ellos el exvicepresidente de la República con Chamorro, Virgilio Godoy, quien declaró que Alemán y los suyos habían "robado con más rapidez que durante la dictadura de Anastasio Somoza". El diputado conservador Leonel Teller calculó que Alemán había amasado en el ejercicio de su cargo unos 250 millones de dólares. Particular irritación provocó en la opinión pública conocer los gastos suntuarios del presidente. Concluyó su presidencia en enero de 2002. 
Estando en la presidencia contrajo nupcias con María Fernanda Flores, una nicaragüense residente en Miami, cuya familia perteneció a la élite Somocista. [cita requerida]

## Actividad política posterior
Alemán fue sustituido en la presidencia el 10 de enero de 2002 por su exvicepresidente Enrique Bolaños Geyer, ganador de las elecciones generales del 4 de noviembre de 2001.  Al dejar la presidencia, se especulaba que iba a mantener intacto su ámbito de poder, y esto quedó confirmado en la elección para presidir la Asamblea Nacional: su candidato resultó elegido por el partido, ignorando al recomendado por el nuevo Presidente Bolaños. Se produce entonces un distanciamiento entre Alemán y el presidente Enrique Bolaños, quien abandona el Partido y funda uno propio, Alianza por la República (APRE). También durante este periodo parte de los actos de corrupción de su época fueron denunciados.[cita requerida]
El ex embajador de Estados Unidos en Nicaragua, Paul A. Trivelli, acusó a Alemán de utilizar el Partido Liberal para pactar con los dirigentes del Frente Sandinista de Liberación Nacional (FSLN). Alemán logró formalizar una coalición política con Eduardo Montealegre y otras fuerzas liberales de cara a las Elecciones Municipales en noviembre de 2008. Estas elecciones fueron consideradas por la oposición fraudulentas en 40 municipios de los 153 del país pero pese a la presión internacional y nacional el CSE declaró ganador al FSLN en esas alcaldías con grandes irregularidades.[cita requerida]

### Acusaciones de corrupción y encarcelamiento
Al concluir su mandato, fue acusado por sus adversarios de haber acumulado una fortuna cercana a los 250 millones de dólares en bienes y bancos extranjeros. Siendo el máximo líder del Partido Liberal Constitucionalista (PLC, derecha), fue acusado en diciembre de 2002 por la Procuraduría de Justicia de haber usado fondos públicos para lavar dinero y cometer fraude en perjuicio del Estado. Finalmente, en 2003 fue condenado a 20 años de prisión por lavado de dinero y corrupción, cargos que motivaron su desafuero como diputado y posterior arresto. Guardó prisión con un polémico permiso de convivencia familiar, otorgado por una jueza que le permitió la libre circulación por la ciudad de Managua.[cita requerida]
En 2004 la jueza H. Méndez ordenó el traslado del expresidente de su casa-hacienda "El Chile" a prisión efectiva en la Cárcel Modelo de Tipitapa por fraude de 1,3 millón de dólares y otros delitos en perjuicio del Estado. Sin embargo, Méndez tuvo dificultades para cumplir la resolución, debido a que la familia de Alemán, trabajadores de la finca y diputados liberales trataron de impedir la salida del exgobernante. Los adeptos a Alemán incendiaron neumáticos en la vía pública, mientras que en otras hicieron fogatas con ramas de árboles y lanzaron vidrios como protesta por su encierro.
Alemán también sobrelleva otras acusaciones de corrupción en Panamá y Estados Unidos por blanqueo de fondos. Informes de la embajada al Departamento de Estado de Estados Unidos dicen que mientras Alemán fue presidente, él y su familia robaron aproximadamente cien millones de dólares al pueblo de Nicaragua a través del saqueo del tesoro nacional y de las cuentas de los diferentes ministerios y agencias, controladas por sus corruptos asociados, "Alemán, su familia, y sus asociados, utilizaron diversos esquemas para robar y blanquear el dinero del gobierno, pero la mayor parte de los fondos fueron blanqueados a través de empresas pantalla en Panamá, Estados Unidos y República Dominicana".  Su esposa María Fernanda Flores de Alemán, su hermano Álvaro Alemán, su difunta hermana Amelia Alemán, su hija María Dolores Alemán, entre otros, crearon algunas de las empresas concebidas por los cómplices del expresidente. Algunos de los colaboradores más cercanos durante su gobierno también fueron acusados de corrupción; uno de los principales, Byron Jerez.[cita requerida]
El 15 de enero de 2009, Arnoldo Alemán fue sobreseído de los cargos de corrupción por la Corte Suprema de Nicaragua, que en ese entonces era presidida por Manuel Martínez Sevilla, un allegado de Alemán.

### Elecciones de 2011
Alemán decidió postularse a las elecciones presidenciales del 6 de noviembre de 2011 por la Alianza PLC-PC, aliándose al Partido Conservador antiguo contrincante de los liberales.[cita requerida] Tuvo como principal oponente al presidente Ortega, pese a que éste tenía prohibido por la Constitución presentarse a una reelección, según el artículo 147 de la Constitución Política de Nicaragua. A pesar de tener una baja popularidad en las encuestas Alemán siguió empecinado en que su partido era la única oposición verdadera, causando una división de las fuerzas opositoras con el candidato de la Alianza Partido Liberal Independiente (PLI) Fabio Gadea Mantilla, consuegro de Alemán que posee una mayor aceptación por parte de la ciudadanía contraria a Ortega. Al final, las elecciones darían la victoria a Ortega con 62.46 % y 31 % para Gadea Mantilla, 5.91 % para el PLC de Alemán y menos del 1 % para los dos partidos menores.[cita requerida]

### Clandestinidad
El 9 de noviembre de 2020, el Departamento de Estado de los Estados Unidos incluyó a Alemán en una lista de funcionarios extranjeros corruptos y Mike Pompeo prohibió el ingreso de su familia al país. En 2021 fue expulsado deshonrosamente del PLC.